# Анахайм Дъкс
„Анахайм Дъкс“ („Могъщите патоци“), по-рано Анахайм Майти Дъкс, е отбор от Националната хокейна лига, основан в Анахайм, щата Калифорния.
Отборът е в Западната конференция, Тихоокеанска дивизия.
Отборът официално е преименуван от „Анахайм Майти дъкс“ на „Анахайм Дъкс“ на 22 юни 2006 година.